# Dionigi, figlio di Ampud
Dionigi, figlio di Ampud, anche riportato nelle fonti come Dionigi, figlio di Apod (in ungherese Ampod fia Dénes; fl. 1216 – 1236), fu un influente nobile ungherese attivo nei primi decenni del XIII secolo che fu maestro del tesoro tra il 1216 e il 1224, ispán di almeno tre comitati e infine palatino d'Ungheria.

## Biografia

### Origini
Nato negli ultimi decenni del XII secolo, Dionigi discendeva da un'influente famiglia nobiliare. Il suo nonno paterno era Ampud I, un abile comandante militare attivo come bano di Slavonia e palatino d'Ungheria sotto re Stefano III e Béla III. Dionigi era uno dei tre figli di Ampud II, che fu ispán del comitato di Szolnok nel 1199, e di una figlia dal nome ignoto del conte Bertoldo III di Andechs, margravio d'Istria. È plausibile che la famiglia facesse parte di quella cerchia di sostenitori del duca Andrea stanziatasi in Croazia e Dalmazia, la quale governò la provincia oltre il fiume Drava come dominio de facto indipendente e che si ribellò costantemente al fratello maggiore, il re Emerico d'Ungheria, durante il regno di quest'ultimo.
Per linea materna, Dionigi era cugino di primo grado di Gertrude di Merania, figlia di Bertoldo IV e sposa di Andrea, gettando le basi per la rapida e duratura ascesa del giovane Dionigi dopo che il duca Andrea salì al trono ungherese nel 1205. Dionigi aveva due fratelli, Michele, che apparteneva al gruppo aristocratico rivale incentrato sul duca Béla tra 1220 e 1230, e Lorenzo, che deteneva degli ispanati nel comitato di Zagabria e in Slavonia nello stesso periodo al servizio del duca Colomanno.

### Mastro tesoriere
Benché gli anni della sua giovinezza restino avvolti nel mistero, si crede che Dionigi, ultimogenito di Andrea, visse per almeno un decennio alla corte ducale in Croazia e Dalmazia ed ereditò i possedimenti di famiglia oltre il fiume Drava da suo padre. Dionigi viene menzionato per la prima volta nei documenti medievali nel 1216, quando divenne mastro tesoriere nella corte reale di Andrea II e subentrò a Salomone Atyusz. Preservò la carica per otto anni fino al 1224, con una breve interruzione durante in occasione degli eventi che portarono alla stipula della bolla d'oro del 1222. Oltre a ciò, Dionigi servì anche come ispán del comitato di Újvár (anche Abaúj) dal 1216 al 1219 e fu il primo ispán di cui si ha conoscenza del vicino comitato di Szepes nel 1216; in seguito, amministrò il comitato di Bács tra il 1220 e il 1222. Nel corso di un ventennnio, Dionigi riuscì a divenire il più fidato confidente della politica di Andrea in Ungheria, la cui influenza e sorte personale seguì un andamento altalenante a seconda dell'equilibrio di potere sussistente tra Andrea II e il figlio maggiore, il duca Béla, che si era a lungo opposto al dominio del padre.

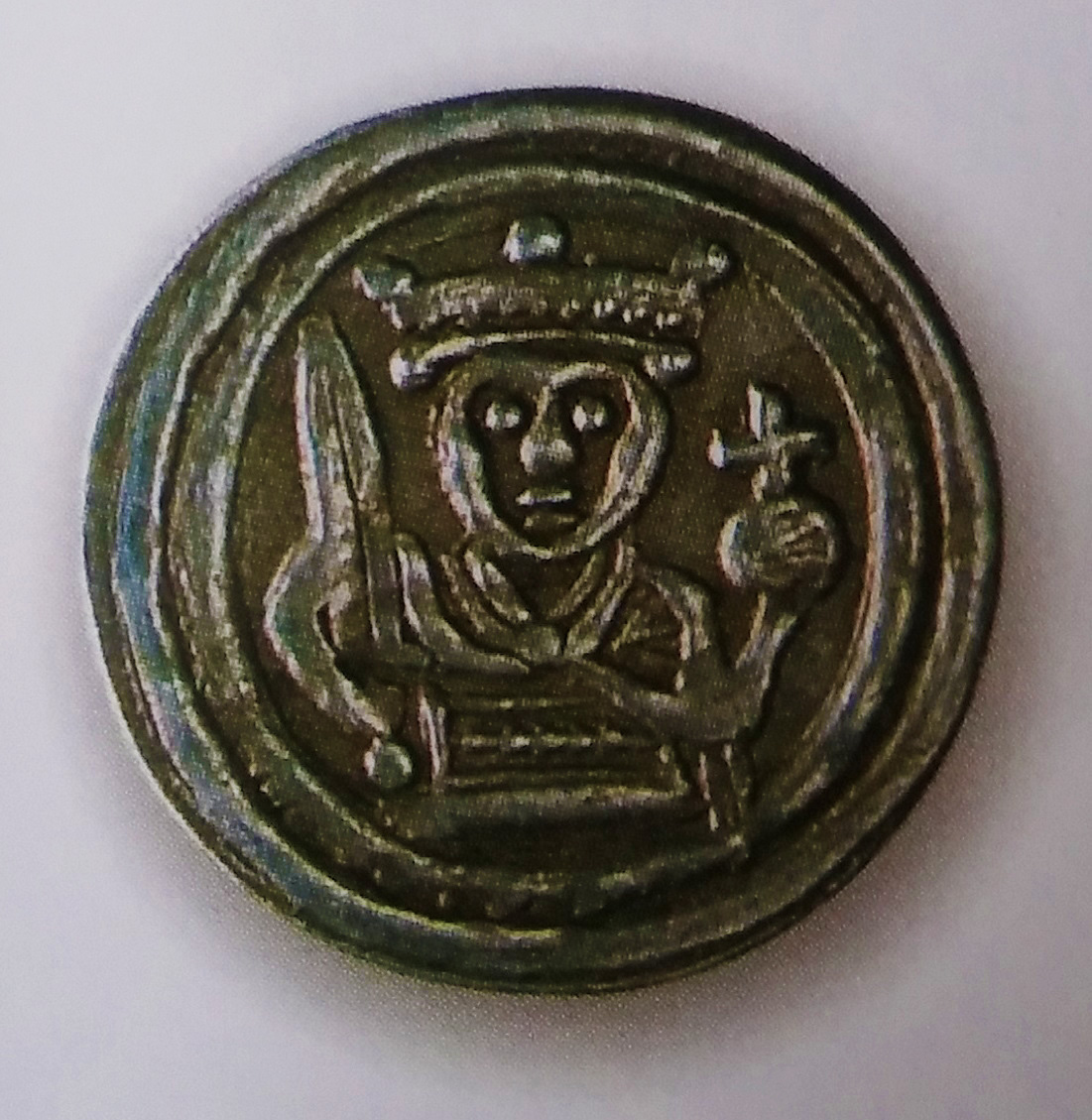
Moneta di Andrea II d'Ungheria

Fin dai primi giorni da quando ascese al potere, Andrea II introdusse una nuova politica per le concessioni reali, che definì delle "nuove istituzioni", in una delle sue carte. Questo provvedimento finì per squilibrare i rapporti tra i monarchi e gli aristocratici ungheresi. Quando Dionigi fu insediato come maestro del tesoro nel 1215 o 1216, divenne una figura cruciale della politica economica di Andrea, a giudizio dello storico Bálint Hóman. Durante quel periodo, la figura del maestro del tesoro assunse un peso rilevante la cui giurisdizione venne definita e circoscritta, elevandosi ai grandi ufficiali del regno. In tale veste, Dionigi divenne responsabile dell'amministrazione della camera reale. Tuttavia, a quel tempo, le entrate reali erano notevolmente diminuite, perché Andrea aveva distribuito ampie porzioni delle terre della corona (in particolare i castelli reali e tutti i feudi a essi annessi) come concessioni ereditarie ai suoi sostenitori nel decennio precedente, dichiarando che «la misura migliore di una concessione reale coincide con la sua incommensurabilità». Per riequilibrare questo disavanzo, Dionigi fu incaricato di riformare l'economia del regno e di definire una nuova politica economica, uno scenario inedito nella storia dell'Ungheria fino ad allora. Su consiglio di Dionigi, Andrea II impose nuove tasse (ad esempio, una tassa straordinaria annuale) e appaltò il reddito reale dalla coniazione, dal commercio del sale e dai dazi doganali, ammissibili anche per ebrei e musulmani (Böszörmény). Il tasso di cambio delle monete produsse maggiori entrate per la camera reale e, all'indomani dell'istituzione di una zecca a Strigonio, negli anni successivi Andrea e Dionigi ne inaugurarono di nuove in tutto il regno (ad esempio a Buda, Csanád, Sirmia e Zagabria), decentralizzando la produzione di monete. Tuttavia, queste misure provocarono malcontento in Ungheria, generando una contraddizione tra i beneficiari delle nuove misure e l'opposizione interna che ruotava attorno al duca Béla. Con l'istituzione di un simile nuovo assetto, i poteri del maestro del tesoro si ampliarono notevolmente, passando dal semplice ruolo di custode dei redditi raccolti delle fattorie possedute dalla corona accumulate nei magazzini a figura apicale per la politica della famiglia reale, riuscendo ad amministrare ogni jura regalia (diritto della corona). Dionigi traslò un sistema economico della corona basato sulle colture a uno imperniato esclusivamente sugli introiti monetari, con i suoi poteri che vennero gradualmente estesi all'intero campo dell'amministrazione finanziaria, a giudizio di Bálint Hóman.

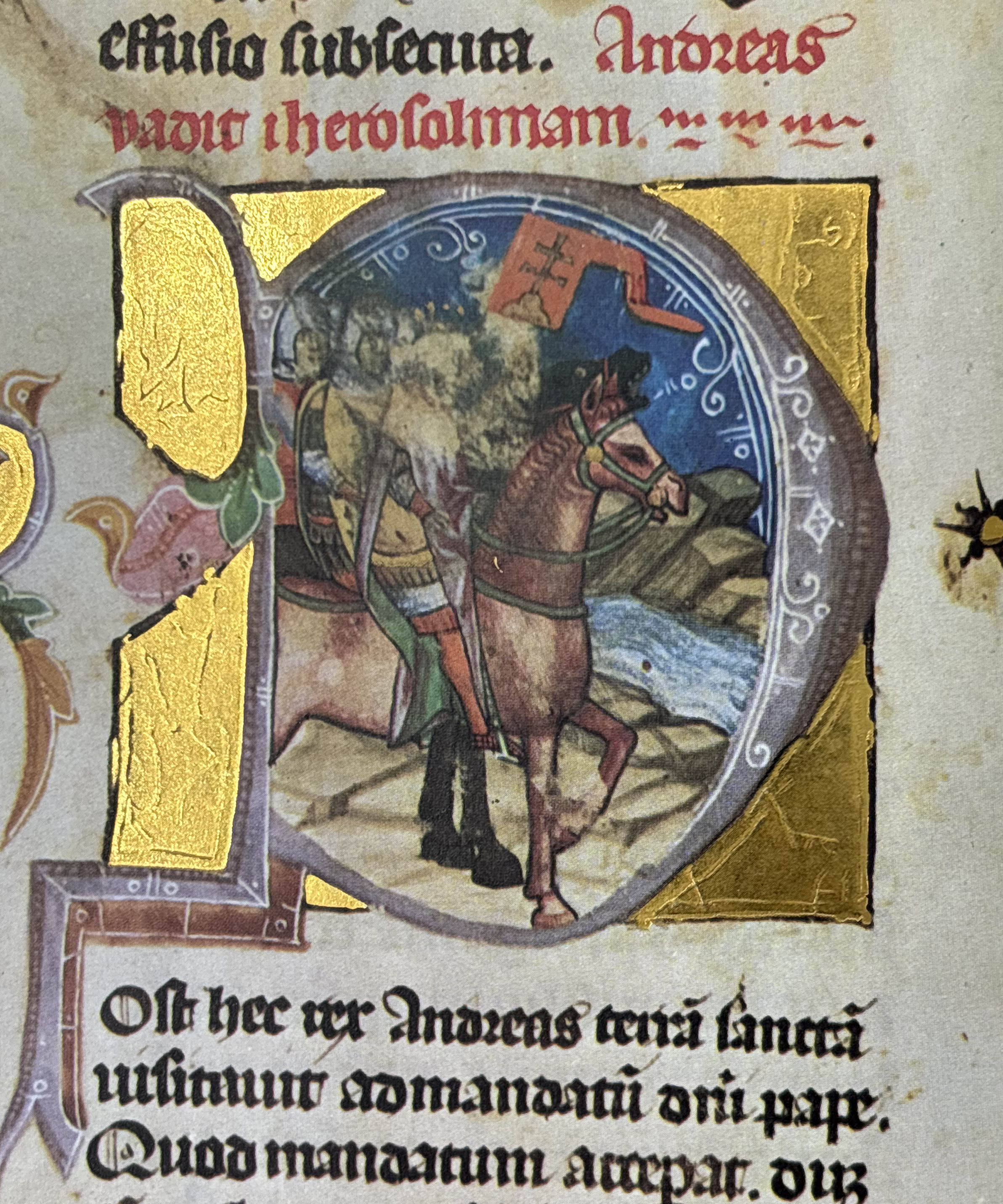
Andrea II alla testa del suo esercito di combattenti nell'ambito della quinta crociata. Miniatura tratta dalla Chronica Picta.

Dionigi si unì alla quinta crociata sotto il comando di Andrea II tra l'estate del 1217 e l'inizio del 1218, insieme a diversi aristocratici e prelati ungheresi, ad esempio Ladislao Kán e Demetrio Csák. Attraversando il fiume Giordano, Dionigi condusse il contingente magiaro facente parte dell'esercito crociato per assediare e catturare la fortezza di Al-'Adil I sul monte Tabor nel novembre-dicembre del 1217, mentre Andrea II si astenne dai conflitti e preferì collezionare delle reliquie cristiane. In seguito, Dionigi e le sue truppe ungheresi furono presenti nelle battaglie su scala minore avvenute sui Monti dell'Anti-Libano contro gli Ayyubidi a cavallo tra il 1217 e il 1218. Nella sua opera contemporanea, lo storico arabo Abū Shāma indica erroneamente Dionigi come il nipote di Andrea («il figlio della sorella del re»), mentre l'Estoire d'Eracles lo descrive alla stregua di un «uomo facoltoso». Andrea II decise di ritornare l'Ungheria all'inizio del 1218, con il risultato che Dionigi e il grosso del contingente magiaro lo accompagnarono.
Raggiunta l'Ungheria, Andrea dovette subito fronteggiare il forte indebitamento causato dalla sua crociata, circostanza che lo costrinse a imporre tasse esageratamente elevate e a svalutare la moneta, misure queste che Dionigi aiutò a promulgare. L'impiego continuo di ebrei e musulmani nell'amministrazione delle entrate reali generò discordia tra Andrea e la Santa Sede a partire dal 1220. I servitori reali, ovvero dei proprietari terrieri direttamente soggetti al potere del monarca e obbligati a combattere nell'esercito reale, si riunirono, costringendo Andrea a scacciare Giulio Kán, Dionigi e i suoi altri funzionari nella prima metà del 1222. Andrea fu altresì costretto a promulgare un documento reale, la bolla d'oro del 1222, in cui riassumeva le libertà dei servi reali. Pochi mesi dopo, i risultati che si sperava di raggiungere con la bolla d'oro poterono dirsi falliti e Andrea ripristinò i vecchi funzionari alle posizioni da loro precedentemente ricoperte, tra cui Dionigi, già nella seconda metà dell'anno. Il nobile preservò l'incarico di maestro del tesoro fino al 1224. Quando il duca Colomanno e sua moglie si stabilirono nella regione di Szepes (Spiš) nel 1222, vicino al confine tra Ungheria e Galizia, Andrea affidò a Dionigi il compito di sostenerlo politicamente (è possibile che detenesse ancora la dignità di ispán nel comitato, ma non vi è alcuna fonte che accenni qualcosa in merito). Lì Dionigi ricevette plausibilmente dei possedimenti nella regione, in particolare Vidernik e Savnik (rispettivamente le moderne Vydrník e Spišský Štiavnik, in Slovacchia). Dionigi fondò l'abbazia cistercense di Szepes (o Savnik) con il consenso e il supporto di Colomanno nel 1223. Invitò i frati cistercensi dall'abbazia di Wąchock nel regno di Polonia per stabilirsi nel monastero appena eretto. Qualche tempo dopo, il monastero fu posto sotto il giuspatronato diretto del monarca.

### Palatino d'Ungheria
Nel 1224, Dionigi fu succeduto in qualità di maestro del tesoro da Dionigi Tomaj per ragioni sconosciute. Fu nominato da Andrea II palatino d'Ungheria (in latino comes palatinus), la più prestigiosa dignità secolare del regno, nel 1227. Dionigi fu l'unico palatino conosciuto durante il regno di Andrea II, a non detenere alcun ispanato oltre alla sua dignità. Durante la sua prima parentesi come palatino, Dionigi sperimentò molte situazioni di conflitto di giurisdizione con la chiesa. Secondo l'arcivescovo Roberto di Strigonio, quando come si riferirà elencò i suoi "peccati» anni dopo, nel 1232, Dionigi non solo privò molti chierici delle loro entrate e del loro incarico, ma giunse addirittura a picchiarli e a trattarli con disonore; eseguì numerose forme di intimidazione sul prevosto e sul sacerdote di Szepes; schiaffeggiò persino Giovanni, il prevosto di Presburgo (oggi Bratislava, in Slovacchia). A causa delle sue politiche anti-ecclesiastiche, persino Uros, l'abate di Pannonhalma, non interagì mai con la corte palatina, nonostante tale tendenza fosse assolutamente in contrasto con il passato. Allo stesso modo dei suoi contemporanei, Dionigi non costituì una corte palatina permanente. Durante i primi due anni in quella carica (1227-1228), giudicò cause legali in tutto il regno, ad esempio nei comitati di Somogy, Nógrád, Baranya (oltre la Drava) e di Požega, o almeno così viene attestato dai documenti medievali sopravvissuti fino a oggi. Andrea II spedì Dionigi in missione diplomatica nell'impero bulgaro nel 1227, visitando la corte dello zar Ivan Asen II, genero di Andrea. Il sigillo di Dionigi fu preservato da una carta senza data attualmente esposta nell'abbazia di Heiligenkreuz. Rappresenta due draghi posizionati a destra e a sinistra che salgono in alto in un blasone che recita la formula «Sigillum Dionysii palatini».
Nel 1228, i sostenitori del duca Béla si imposero al potere nel consiglio reale dopo un'altra fase di insoddisfazione. Andrea fu costretto ad autorizzare il figlio a rivedere le sue precedenti concessioni terriere in tutta l'Ungheria. In qualità di palatino, Dionigi si preoccupò di restituire le terre ai peceneghi. Lo storico Attila Zsoldos, tuttavia, ha sostenuto che questo provvedimento confermi l'avvio del secondo ciclo come palatino  di Dionigi vario tempo più tardi, ossia nel 1233-1234. Sempre in quell'anno (1228), Dionigi fu rimosso dal suo incarico e sostituito da Mojs, un confidente del duca Béla.

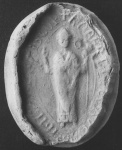
Sigillo dell'arcivescovo Roberto di Strigonio

Tre anni dopo, nel 1231, Dionigi tornò ad assumere la sua antica posizione, e sulla base delle ricerche di cui venne incaricato, si è creduto che il sovrano intendesse riapplicare la sua vecchia politica. In quel periodo, l'arcivescovo Roberto segnalò alla Curia romana il comportamento di Andrea, ritenuto responsabile del continuo ricorso a ebrei e musulmani nonostante i precedenti ammonimenti. Papa Gregorio IX autorizzò l'arcivescovo a compiere atti di censura religiosa per convincere Andrea ad allontanare i suoi funzionari non cristiani. Sotto costrizione, Andrea emanò una nuova bolla d'oro nel 1231, confermando il divieto per i musulmani di operare in vari ruoli e autorizzando l'arcivescovo di Strigonio a scomunicare il re qualora non avesse rispettato le disposizioni della nuova legge. Il documento stabiliva inoltre la giurisdizione della dignità palatina: « [...] E il palatino dovrebbe giudicare tutti gli uomini senza distinzione, eccetto le persone ecclesiastiche e il clero, così come le questioni matrimoniali e religiose e altre questioni ecclesiastiche [correlate], che a qualsiasi titolo sembrano essere soggette a indagine ecclesiastica». Lo storico Tibor Szőcs ha affermato che l'enfasi su tale aspetto corrispondesse forse una specie di «lex Dionisii» a causa dei precedenti conflitti di Dionigi con il clero. Durante il suo secondo periodo come palatino, Dionigi sindacò spesso delle controversie nel Transdanubio, ad esempio nei comitati di Nitra, Pest, Sopron, Moson e Zala. In totale, si conoscono cinque carte emesse da Dionigi in veste di palatino (vi sono altri quattro diplomi emessi nel 1234 e nel 1235, ma è impossibile stabilire se riguardassero attività da lui compiute o dal suo omonimo successore).
Sebbene Andrea avesse garantito il rispetto dei privilegi degli ecclesiastici e di rimuovere i suoi funzionari non cristiani, non mantenne mai la sua promessa. Per tale ragione, l'arcivescovo Roberto scomunicò il palatino Dionigi e altri consiglieri reali (ad esempio il maestro del tesoro Nicola, un consigliere di Dionigi, e un certo ciambellano Samuele di origine «saracena») e pose l'Ungheria sotto un interdetto il 25 febbraio 1232, giustificandolo per via del fatto che gli ebrei e i musulmani stessero continuando a operare, in violazione con i contenuti della bolla d'oro del 1231. Secondo Roberto, Dionigi «avvicinò e difese malvagiamente i saraceni e i falsi cristiani», mentre lui stesso commise crimini anche contro la comunità cattolica. Poiché l'arcivescovo accusò i musulmani di aver convinto Andrea a sequestrare i beni della Chiesa, Andrea restituì le proprietà all'arcivescovo. Berend ha sostenuto che Roberto si lamentò delle condizioni della Chiesa cattolica nel regno, in quanto diversi ecclesiastici persero i loro incarichi a causa della presenza di non cristiani esperti in ambito economico. Dionigi figurava tra i membri di quella delegazione diplomatica composta da tre persone (gli altri due erano Simone Nagymartoni e Rembaldo di Voczon) alla Santa Sede, che il sovrano inviò per una pacifica riconciliazione e per lamentarsi dell'attività di Roberto. Papa Gregorio cercò di giungere a un accordo e convinse Roberto a sospendere l'interdetto. Su richiesta di Andrea, poté arrivare il cardinale Jacopo da Pecorara come suo legato in Ungheria e promise che nessuno sarebbe stato scomunicato senza l'autorizzazione speciale del pontefice. Il 20 agosto 1233, nelle foreste di Bereg, Andrea II eseguì un giuramento alla presenza di Jacopo da Pecorara e dell'arcivescovo Bartolomeo di Vesprimia che non avrebbe impiegato ebrei e musulmani per amministrare le entrate reali e avrebbe versato 10 000 marchi come risarcimento per le entrate ecclesiastiche usurpate. Il legato pontificio richiese espressamente che pure Dionigi giurasse sull'accordo nella foresta di Bereg.

### Destituzione e morte
(Ruggero di Puglia,  Carmen Miserabile)

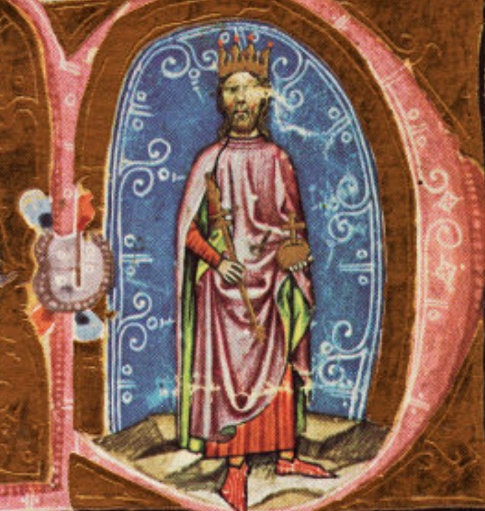
Re Béla IV, il quale ordina che Dionigi fosse accecato dopo la sua ascesa al trono ungherese nel 1235. Miniatura tratta dalla Chronica Picta

Il duca Béla aveva praticamente preso il controllo del paese prima della morte del padre malato. A cavallo tra il 1234 e il 1235, Dionigi fu succeduto come palatino d'Ungheria da Dionigi Tomaj, un sostenitore del duca. Andrea II morì il 21 settembre 1235 e Béla, che successe al padre in maniera incontrastata, fu incoronato re dall'arcivescovo Roberto ad Albareale il 14 ottobre. Subito dopo la sua ascesa, Béla IV fu sollevato da ogni incarico e punì molti dei più stretti consiglieri del suo defunto padre. Ad esempio, fece accecare Dionigi e imprigionò Giulio Kán, stando a quanto attestato dalla Carmen Miserabile del contemporaneo Ruggero di Puglia. Come dichiarato da una carta di Béla IV, Dionigi fu condannato per «la devastazione arrecata al regno e la sua slealtà». Il suo successore, Dionigi Tomaj, affermò che il suo predecessore si era dimostrato un «giudice ingiusto», parere che nell'immaginario dell'epoca avvalorò la fondatezza della condanna. Dionigi fu poi accusato da Béla IV e da suo fratello, il duca Colomanno, di aver avuto, mentre era in vita di re Andrea, una relazione adulterina con la regina Beatrice d'Este, la giovane vedova del re. Béla sentenziò per la nobildonna l'imprigionamento, ma ella riuscì a mettersi in salvo fuggendo nel Sacro Romano Impero, dove diede alla luce un figlio postumo, Stefano, nel 1236. Quest'ultimo divenne poi il padre di Andrea III, l'ultimo monarca della plurisecolare dinastia degli Arpadi. Dionigi, divenuto con l'età cieco, si spense in prigione nel 1236. Béla IV gli aveva donato tempo prima che morisse un insediamento, Borica, in Sirmia, che nel giugno 1237 passò ai frati cistercensi dell'abbazia di Bélakút (vicino all'attuale Petervaradino, in Serbia).

## Potenziali legami parentali
Teorizzando uno scenario alternativo, lo storico Mór Wertner ha ritenuto che Dionigi scampò alla condanna e scortò il suo «parente» Iolanda (la figlia minore di Andrea) nel regno d'Aragona nel 1235, dove divenne la regina consorte di re Giacomo I d'Aragona. Secondo Wertner, Dionigi combatté nell'assedio di Valencia durante la Reconquista, oltre a essere il capostipite dell'influente famiglia nobile dei Dionisii in Aragona. Tuttavia, questo conte Dionigi risultava ancora in vita anche nel 1268, il che rende impossibile identificarlo con Dionigi, figlio di Ampud. Sulla base di tali considerazioni, lo storico Szabolcs de Vajay ha affermato che Dionigi aveva un figlio omonimo, il quale servì come ispán del comitato di Szepes alla stessa maniera di suo padre. Di conseguenza, espatriò in Aragona con la sua regina nel 1235, dopo che suo padre divenne vittima delle purghe politiche di re Béla. Questo «Comes Dionysius», indicato come parente della regina Iolanda (in latino affinis domne regine) nei documenti aragonesi contemporanei, guidò uno dei contingenti in prima linea impegnato nell'assedio di Valencia del 1238. Per i suoi meriti, gli furono concessi dei possedimenti da Giacomo I nella città. Morì tra il 1268 e il 1272 e fu tra i progenitori della famiglia dei Dionisii, estintasi secoli dopo nel 1974. Nel suo studio del 2018, lo storico Dániel Bácsatyai ha contestato l'identificazione di cui sopra. Un certo chierico di nome Carlo, studente dell'Università di Bologna, fu indicato come nipote del cardinale Stefano Báncsa nel 1264, poi figlio del «conte Dionigi d'Ungheria» nel 1269. Di conseguenza, Bácsatyai ha ritenuto che questo Dionigi appartenesse alla gens dei Báncsa e non fosse imparentato con Dionigi, figlio di Ampud. Sostenne che l'iscrizione sulla lapide della figlia Elisabetta, in cui Dionigi era definito «comes de Cepeз» non è necessariamente identificabile con il comitato di Szepes.